# 2006年のバスケットボール
< 2006年 | 2006年のスポーツ
2006年のバスケットボール（2006ねんのバスケットボール）では、2006年（平成18年）のバスケットボール関連の出来事をまとめる。

## できごと
- 1月19日 - 福岡レッドファルコンズ、バスケットボール日本リーグ機構（JBL）脱退。
- 1月22日 - NBAロサンゼルス・レイカーズのコービー・ブライアントが、トロント・ラプターズ戦で、NBA歴代2位となる1試合81得点を記録。チームも122-104で快勝。
- 3月 - 日本人プロ選手第1号の外山英明が引退。
- 4月30日 - bjリーグ2005-06ファイナル、大阪エヴェッサが新潟アルビレックスBBを74-64で下し初代王者となる。
- 8月19日 - 2006年バスケットボール世界選手権が日本で開幕。

## 国際大会
- 男子世界選手権（8月19日～9月3日、さいたま）
  - 金メダル： スペイン
  - 銀メダル： ギリシャ
  - 銅メダル： アメリカ合衆国
  - MVP：パウ・ガソル

決勝  スペイン 70-47  ギリシャ
- 女子世界選手権（9月12日～23日、サンパウロ、リオデジャネイロ）
  - 金メダル： オーストラリア
  - 銀メダル： ロシア
  - 銅メダル： アメリカ合衆国
  - MVP：ペニー・テイラー

決勝  オーストラリア 91-74  ロシア
- 2006年アジア競技大会（11月23日～12月15日、ドーハ）
男子決勝  中国 59-44  カタール
女子決勝  中国 90-59  中華台北
- ユーロリーグ
ファイナル（プラハ） PBC CSKAモスクワ（ロシア） 73-69 マッカビ・テルアビブBC（イスラエル）
- FIBAアジアチャンピオンズカップ
決勝（クウェート） Fastlink 102-64 Al Jalaa
- bj-KBL チャンピオンシップゲームズ
大阪エヴェッサ （1勝1敗・両者優勝） ソウル三星サンダース
- 日韓Wリーグチャンピオンシップ
ウリィ銀行ハンセ （2勝） シャンソンVマジック

## 国内大会

### 日本プロバスケットボール（bjリーグ）
- bjリーグプレーオフ決勝（有明コロシアム・4月30日）
  - 大阪エヴェッサ 74-64 新潟アルビレックス（大阪が初代王者に）
  - MVP：リン・ワシントン

### その他日本国内
- 全日本総合バスケットボール選手権大会（国立代々木競技場・1月2日～9日）
  - 男子決勝 東芝ブレイブサンダース 78 - 55 三菱電機メルコドルフィンズ （東芝は6年ぶり2度目の優勝）
  - 女子決勝 富士通レッドウェーブ 51 - 49 シャンソンVマジック （富士通は初優勝）
- Wリーグファイナル（代々木第2体育館・3月15日）
  - シャンソンVマジック （3勝2敗） JALラビッツ（2年連続3回目）
- JBLスーパーリーグファイナル（代々木第2体育館・3月25日）
  - トヨタ自動車アルバルク （3勝1敗）オーエスジーフェニックス（4年ぶり2回目）
- 第58回全日本学生バスケットボール選手権大会（国立代々木競技場・11月18日～26日）
男子決勝 東海大学 76-73 慶應義塾大学
女子決勝 日本体育大学 84-69 桜花学園大学
- 第37回全国高等学校バスケットボール選抜優勝大会（東京体育館・12月24日～30日）
男子決勝 洛南（京都） 104 - 82 北陸(福井） （洛南は4年ぶり2回目の優勝）
女子決勝 中村学園女子（福岡） 69 - 53 岐阜女子（岐阜） （中村学園女子は2年連続4回目の優勝）
- 高校総体（大阪府・8月2日～7日）
男子決勝 北陸（福井） 98 - 91 洛南（京都）
女子決勝 桜花学園（愛知） 60 - 51 中村学園女子（福岡）

### NBA
- NBAオールスターゲーム（2月19日 テキサス州ヒューストン・トヨタセンター）
  - イースタン･カンファレンス 122-120 ウェスタン･カンファレンス
    - MVP：レブロン・ジェームズ（クリーブランド・キャバリアーズ）
- NBAファイナル（6月8日～20日）
  - マイアミ・ヒート（東） （4勝2敗） ダラス・マーベリックス（西）

### 韓国プロバスケットボール
- KBLファイナル ソウル三星サンダース （3勝） 蔚山現代モービスフィバス

### 中国プロバスケットボール
- CBAファイナル 広東サザンタイガース （4勝1敗）八一ロケッツ